# XHamster
XHamster is een gratis pornografische videosite, waarvan het hoofdkantoor in het Amerikaanse Houston gevestigd is.
In november 2015 had xHamster een Alexa-ranking van 72, waarmee het behoorde tot de honderd meest bezochte websites ter wereld.